# Подберезье (Ленинградская область)
Подберезье (до 1948 — Ахокас, фин. Ahokas) — посёлок в Селезнёвском сельском поселении Выборгского района Ленинградской области.

## Название
Согласно постановлению общего собрания рабочих и служащих детдома РОНО зимой 1948 года деревне Ахокас было выбрано новое название Пионерская. Через несколько месяцев название было изменено на деревня Детская. Однако, несколько недель спустя, деревня получила новое имя — Подберезье.
Переименование было закреплено указом Президиума ВС РСФСР от 13 января 1949 года.

## История

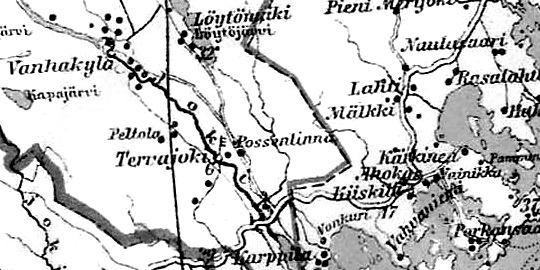
Деревня Ахокас на финской карте 1923 года

В 1937 году в деревне Ахокас проживали 86 жителей, в деревне было 78 га леса и 35 га пашни.
До 1939 года деревня Ахокас входила в состав Выборгского сельского округа Выборгской губернии Финляндской республики.
С 1 января 1940 года по 31 октября 1944 года — в составе Карело-Финской ССР.
С 1 июля 1941 года по 31 мая 1944 года — финская оккупация.
С 1 ноября 1944 года в составе Тервайокского сельсовета Выборгского района.
С 1 октября 1948 года в составе Большепольского сельсовета.
С 1 января 1949 года учитывается административными данными как деревня Подберезье.
В 1958 году население деревни составляло 118 человек.
Согласно административным данным 1966, 1973 и 1990 годов посёлок Подберезье входил в состав Большепольского сельсовета.
В 1997 году в посёлке Подберезье Большепольской волости проживали 4 человека, в 2002 году — 15 человек (русские — 80 %).
В 2007 году в посёлке Подберезье Селезнёвского СП проживал 1 человек, в 2010 году — 37 человек.

## География
Посёлок находится в западной части района на автодороге 41К-427 (подъезд к пос. Подберезье).
Расстояние до административного центра поселения — 8 км.
Расстояние до ближайшей железнодорожной станции Пригородная — 10 км.
Посёлок находится на берегу Выборгского залива — бухта Ершовая.

## Демография
| 2007 | 2010 | 2017 | 2021 |
| ---- | ---- | ---- | ---- |
| 1    | ↗37  | ↘36  | ↘30  |

## Достопримечательности
Бывшая финская усадьба Киискиля. Усадьба основана в 1562 году, её главное здание возведено в 1819 году. В 2016 году начато восстановление усадьбы, отреставрирован винный погреб, колодец и беседка. 

## Улицы
Береговая, Берёзовая Аллея, Брусничный проезд, Карповая, Карповый проезд, Лесная, Лесной проезд, Набережная, Ручейный проезд, Солнечный проезд, Центральная.